# هوگلا (بنگلادش)
هوگلا (به لاتین: Hogla) یک روستا در بنگلادش است که در استان باریسال و در ناحیه پیروج‌پور واقع شده است.